# Liste des sites mégalithiques du Yorkshire du Nord
Cette liste non exhaustive recense les principaux sites mégalithiques du Yorkshire du Nord.

## Cartographie
Localisation des principaux sites mégalithiques du Yorkshire du Nord
| : Complexes mégalithiques · : Alignements, henges, cromlechs · : Dolmens, menhirs, tumulus, cairns · |

## Liste
| Site                      | Type              | District    | Notes                                                                    | Coordonnées                 | Image |
| ------------------------- | ----------------- | ----------- | ------------------------------------------------------------------------ | --------------------------- | ----- |
| Blakey Topping (en)       | Menhirs           | Ryedale     | Groupe de trois ou quatre menhirs                                        | 54° 19′ 43″ N, 0° 39′ 39″ O |       |
| Blue Man-i'-th'-Moss (en) | Menhir            | Scarborough |                                                                          | 54° 22′ 57″ N, 0° 49′ 25″ O |       |
| Bordley (de)              | Cromlech          | Craven      |                                                                          | 54° 04′ 59″ N, 2° 04′ 43″ O |       |
| Devil's Arrows (en)       | Menhirs           | Harrogate   | Trois menhirs                                                            | 54° 05′ 35″ N, 1° 24′ 13″ O |       |
| Simon Howe (de)           | Site mégalithique | Scarborough | Site regroupant un cairn, un alignement, un menhir isolé et deux tumulus | 54° 22′ 18″ N, 0° 43′ 25″ O |       |
| Thornborough (en)         | Henge             | Hambleton   | Trois henges alignés                                                     | 54° 12′ 22″ N, 1° 34′ 20″ O |       |
| Yockenthwaite (de)        | Cromlech          | Craven      |                                                                          | 54° 12′ 36″ N, 2° 09′ 19″ O |       |